# San Rafael (Esparza)
San Rafael es un distrito del cantón de Esparza, en la provincia de Puntarenas, de Costa Rica.

## Geografía
San Rafael cuenta con un área de 34,32 km² y una altitud media de 247 m s. n. m.

## Demografía
Para el año 2022, San Rafael cuenta con una población estimada de 1264 habitantes, y para el último censo efectuado, en 2011, San Rafael contaba con una población de 1294 habitantes.

## Localidades
- Poblados: Salitral, Alto Corteza, Barón, Facio, Llanada del Cacao, Maratón.

## Transporte

### Carreteras
Al distrito lo atraviesan las siguientes rutas nacionales de carretera:
- Ruta nacional 131
- Ruta nacional 756